# دبليو. جي. غودفري
دبليو. جي. غودفري هو مؤرخ كندي، ولد في 1941، وتوفي في 2008.